# Филарет Видински
Вижте пояснителната страница за други личности с името Филарет.
Филарет е български православен духовник, митрополит на Видинската епархия от 1971 до 1987 година.

## Биография
Роден е на 5 юни 1921 година със светското Славчо Цеков Игнатов във видинското село Върбовчец. Основно образование завършва в 1935 година в село Ружинци, след което завършва църковно-певческо училище. След смъртта на родителите му в 1939 година става послушник в Гложенския манастир „Свети Георги Победоносец“, където на 29 май 1941 година игуменът архимандрит Климент Григоров го подстригва в монашество с името Филарет. На 11 януари 1942 година в Тетевен митрополит Филарет Ловчански го ръкополага в сан йеродякон. В същата година започва да учи в Пловдивската духовна семинария, която завършва в 1947 година и през юли същата година става епархиален йеродякон в Сливенската епархия.
От септември 1947 година учи в Богословския факултет на Софийския университет, който завършва в 1951 г. На 29 юни 1953 в Бачковския манастир митрополит Никодим Сливенски го ръкополага в сан йеромонах. На 1 септември 1953 година е назначен за архиерейски наместник в Малко Търново, където остава до края на ноември 1956 г.
На 26 април 1954 по решение на Светия Синод е възведен в сан архимандрит от митрополит Никодим Сливенски, а на 1 януари архимандрит Филарет е назначен за протосингел на Сливенската епархия.
От 1 февруари 1961 до 15 септември 1964 е игумен на Бачковския манастир. От 15 септември 1964 до 1968 г. архимандрит Филарет е настоятел на българското подворие в Москва – храма „Успение Богородично“.
На 28 юни 1968 е избран за велички епископ и е ръкоположен на 30 юни 1968 в патриаршеската катедрала „Свети Александър Невски“ от патриарх Кирил Български в съслужение с всички намиращи се в София архиереи на Българската православна църква.
На 2 май 1971 е избран и на 23 май 1971 е канонически утвърден за Видински митрополит. Като митрополит във Видин Филарет отделя голямо внимание на обновлението и реставрацията на храмовете и манастирите в епархията, стреми се да повишава образователното ниво на свещениците. При управлението му е възобновен Клисурският манастир.
Умира на 4 юни 1987 във Видин. Погребан е в митрополитския храм „Свети Николай“.